# Răsună valea
Răsună valea este un film românesc din 1950 regizat de Paul Călinescu după un scenariu de Mircea Ștefănescu. Este primul lungmetraj de ficțiune realizat de Paul Călinescu. Rolurile principale au fost interpretate de actorii Marcel Anghelescu, Geo Barton, Radu Beligan. Este inspirat dintr-un fapt real, construirea liniei de cale ferată București-Livezeni.
Răsună Valea a fost primul film realizat imediat după procesul de naționalizare a cinematografiei românești, ceea ce explică anumite lipsuri sau inconsistențe la nivel narativ sau stilistic.

## Prezentare
Este o dramă de șantier cu brigadieri, voluntari veniți din întreaga țară să construiască, în 1948, linia de cale ferată Bumbeși-Livezeni, în Defileul Jiului, dedicați muncii entuziaste și spulberând împotrivirea sabotorilor, ei reușind să străpungă un tunel, să demaște dușmanul de clasă și să-și împlinească aspirațiile lirico-sentimentale.

## Distribuție
Distribuția filmului este alcătuită din:
- Marcel Gingulescu — Responsabilul de partid
- Maria Voluntaru — Dna. Goguleanu
- Bob Călinescu
- Mișu Fotino
- Al. Ionescu Ghibericon — Cârciumarul Vasilescu
- Constantin Bărbulescu
- Vasile Florescu
- Ioana Matache
- Yarodara Nigrim — Dra. Goguleanu
- Constantin Vintilă — Brigadierul ardelean
- Dobre Ene — Un țăran bătrân
- Paul Mocanu
- Cezar Grigoriu — Cupletist 2
- Angelo Grigoriu — Cupletist 1
- A. Pop Marțian — Crețu
- Ion Talianu — Bancherul Goguleanu
- Marga Ștefănescu
- Radu Beligan — Niki Goguleanu
- Puiu Hulubei — Petre
- Puiu Dumitrescu — Responsabil UTM
- Eugenia Popovici — Ileana
- Ilariu Popescu
- Gheorghe Andreescu — Individul suspect
- Constantin Mitru — Moș Gheorghe
- Horia Șerbănescu — Cupletistul
- Ioana Călinescu — O babă surdă
- Mimi Cojan — Infirmiera
- Nicolae Sireteanu — Ing. Dinescu
- Angela Chiuaru — Sanda
- Titus Lapteș
- Cristina Șchiopu
- Nicolae Popescu
- George Grigoriu — Cupletist 3
- Geo Barton — Radu
- Marcel Anghelescu — Ion
- Valeriu Buciu — Niță
- Marcel Enescu — Ing. Poenaru

## Producție
Filmările exterioare au avut loc în perioada martie și iunie 1948 - cu imagini documentare de pe șantier; și în septembrie și octombrie 1948 - cu actori în Valea Jiului, la Lainici și Petroșani. În toamna anului 1949, au avut loc filmări exterioare la Brașov. Filmările interioare au avut loc în primăvara anului 1949 în studioul din strada Wilson, devenită Kirov. Costurile de producție s-au ridicat la 1.680.000 lei.
Filmul nu este unul pretențios, dimpotrivă, are un scenariu simplist, cu dialoguri adeseori infantile, dar bine selecționate din punct de vedere ideologic. Ele acreditează ideea unui tineret entuziast, care se duce cu bucurie în Valea Jiului pentru a se înscrie printre brigadierii care lucrau la construirea căii ferate. Totul se desfășoară într-un peisaj natural sălbatic și foarte frumos pe care, prin munca lor, brigadierii îl îmblânzesc și îl transformă în poduri, viaducte, tunele, într-o spectaculoasă cale ferată.
Filmul a suferit modificări de scenariu în timpul producției, la cererea autorităților regimului comunist. În scenariul original, personajul lui Niki, interpretat de Radu Beligan, avea parte de un arc de redempțiune atunci când se alătură muncitorilor de pe șantier, însă autoritățile au cerut modificarea narațiunii deoarece portretizarea pozitivă a unui personaj burghez nu era acceptabilă. Astfel, în varianta finală, Niki rămâne caricatura unui burghez leneș care nu se poate adapta la stilul de viață al proletariatului, fiind dat afară de pe șantier și batjocorit de muncitori. 

Regizorul Paul Călinescu detaliază problemele din timpul filmărilor în autobiografia sa:  
„Modificările aduse scenariului, de la o zi la alta, chiar în timpul filmărilor de pe șantier, ne-au creat o stare de neliniște continuă. (…) Bineînțeles că aceste neprevăzute și nedorite adaosuri erau cerute de directorul studioului, sfătuit de «specialiștii» săi, în dorința ca filmul să cuprindă și absolut toate schimbările revoluționare care surveneau în timpul filmării.” 

## Primire
Filmul a fost vizionat de 1.944.255 de spectatori în cinematografele din România, după cum atestă o situație a numărului de spectatori înregistrat de filmele românești de la data premierei și până la data de 31 decembrie 2014 alcătuită de Centrul Național al Cinematografiei.
În iulie 1950, a primit o diplomă de onoare la Festivalul Internațional de Film de la Karlovy Vary.

În ciuda succesului pe care l-a întâmpinat la lansare, filmul a ajuns în scurt timp să fie considerat un demers imperfect, datorită condițiilor precare în care a fost produs (începutul propriu zis al cinematografiei române). La doi ani după lansare, Geo Bogza menționează neajunsurile filmului, din punct de vedere al construcției narative:
„În cadrul conflictului, acțiunea inamicului de clasă apare uneori nejustificată, sau ca o manifestare personală, de ordin sentimental al vreunui erou. Multe din personajele filmului nu au trăsături puternice, nu au o viață proprie, interesantă, suferă serios de schematism. Eroii pozitivi sunt slab conturați (...). Eroii negativi sunt de multe ori ridiculizați, caricaturizați, par niște clovni neprimejdioși.”
„Îmbibată de o serie de naivități, unele scrîșnitoare, țesătura filmului respiră un anume realism care nu vine - evident - nici din subtilități psihologice, nici din ineditul vreunei întâmplări, ci din atmosferă. Cine a văzut documentarul făcut de regizor în '47, stabilește o foarte vizibilă filiație între acel film, suprins „pe viu” la Agnita-Botorca, și acest film imaginat din cadrul unui șantier care simboliza același miracol laic. (...). Felul de a vorbi al brigadierilorni se pare azi cam patetic, cam stereotip, dar să nu uităm, acesta era stilul momentului.”
În prezent, filmul este studiat mai degrabă din punct de vedere istoric decât artistic, reprezentând începutul propriu-zis al cinematografiei românești și un exemplu de propagandă din timpul regimului Gheorghe-Dej